# Бистроф
Бистроф (фр. Bistroff) — коммуна на северо-востоке Франции, регион Гранд-Эст (бывший Эльзас — Шампань — Арденны — Лотарингия), департамент Мозель. Относится к кантону Гротенкен.

## Географическое положение
Бистроф расположен в 320 км к востоку от Парижа и в 45 км к востоку от Меца.

## История
- Входил в историческую область Три Епископства.
- Феод церкви Меца.

## Демография

Население Бистрофа.

По переписи 2011 года в коммуне проживало 330 человек.

## Достопримечательности
- Остатки римской дороги.
- Ферма Альт-Бельград, не сохранилась.
- Церковь Сен-Морис (XVIII век).